# Castel Guelfo di Bologna
Castel Guelfo di Bologna é uma comuna italiana da região da Emília-Romanha, província de Bolonha, com cerca de 3.474 habitantes. Estende-se por uma área de 28 km², tendo uma densidade populacional de 124 hab/km². Faz fronteira com Castel San Pietro Terme, Dozza, Imola, Medicina.

## Demografia
| Variação demográfica do município entre 1861 e 2011                               |
|                                                                                   |
| Fonte: Istituto Nazionale di Statistica (ISTAT) - Elaboração gráfica da Wikipedia |